# 何啟華
何啟華（英語：Dee Ho Kai Wa，1990年8月10日—），香港男演員、歌手，男子組合ERROR成員，於2014年以《日日去鳩嗚》MV扮演劉德華而成名，並在2018年參加《Good Night Show 全民造星》而為大眾所認識，其後加入由該節目衍生的男團ERROR。

## 簡介
2014年，以網絡創作團體「學舌鳥 Mocking Jer」主要人物活躍，在二次創作歌曲《日日去鳩嗚》MV中扮演劉德華而為人認識，其後參演電影《鴨王》、《同囚》。他善於創作，因此自稱「ERROR最強大腦」。他更會創作說唱歌詞，ERROR團歌中其說唱部份的歌詞都出自他手筆，例如：《我們很帥》、《我們不Chok》及《404死腳膠》等等。他亦因創作《我們很帥》歌詞獲得《Chill Club 推介榜年度推介20/21》提名《Chill Club年度唱作歌手》。在2019冠狀病毒病香港第五波疫情，他受肥仔啟發，並二次創作《相依為命》歌曲《相依維他命》送給醫護人員和香港人。他還參與排舞工作，例如:組合N9第一首派台歌《超級勁爆叱吒風雲金曲》、網絡創作團體「試當真」的網路影片-試映劇場《狂舞派2》等等。
何啟華很清楚自己的目標-向演藝方面發展，他珍惜每一個演戲的機會，並參演各種電視劇和電影， 從跑龍套至配角等等，如於電影《梅艷芳》何啟華飾演只有一句對白的大排檔伙記。2018年，第37屆香港電影金像獎中以新生代演員身份拍攝「我和金像獎的距離」為題的宣傳短片，在頒獎典禮上亦以新演員身份介紹其中一套候選最佳電影。何啟華在《ERROR自肥企画》中短劇《ERROR流忍者》神似地還原梁家輝在《東邪西毒》的角色引起觀眾吸引。2022年挑戰自己，接拍演電視劇《心靈師》，飾演患上多重人格障礙角色。
2018年4月，何啟華參加ViuTV主辦《Good Night Show 全民造星》，為74號參賽者，並在「《全民造星》eye catching idol選舉」中獲取最多「心心」的五位參賽者之一，獲得直入50強的資格。同年12月，何啟華連同梁業、吳保錡、郭嘉駿以ERROR組合身份出道。
在ERROR團歌中，何啟華主要參與說唱部分。直到2023年，何啟華主要為電影、綜藝節目或電視劇演譯主題曲及宣傳曲，例如《共你覓理想》、《辣王》、《毒舌神曲》（電影《毒舌大狀》電影宣傳曲）及《大話精英》（電視劇《大誠實家》主題曲）。何啟華歌手路上並沒有明確的發展，其作品沒有派台，相反他更想習中火力成為專業的演員，然而，很多支持者期待能聽到他如同公司其他藝人擁有一首其個人獨唱歌曲。

## 軼事
- 曾於社交媒體上指出名字的真實寫法為「何啓華」。[12]
- 於ERROR自救TV及其他節目[13]中表示自己的幸運數字是7。
- 擅長跳機械舞，還懂得跳鎖舞[14]
- 於2021年設立個人品牌Gogh Desire。[15]
- 自稱「ERROR最強大腦」，隊友稱「遊戲屎王」[16][17]
- 電視節目監製及經理人花姐最信任的男人[18]
- 因ERROR的肥仔在《花姐ERROR遊》忍者訓練期間離隊工作而被戲稱為Error流忍者的大師兄[19]
- 和Mirror成員Lokman及Alton感情非常好，三人在參加《Good Night Show 全民造星》前已經認識並互相支持，因此被合稱為「尋求無悔三兄弟」。[20]
- 因與陳海寧(花名: Dee姐)及《全民造星V》參加者Aaron梁浩朗(花名: Dee哥2.0)貌似而被合稱為「Dee’s Family」

## 演出作品

### 電影
| 年份   | 上映日期 | 電影名稱                            | 角色           |
| 2015年 | 1月29日  | 鴨王                                | 哨牙蘇         |
| 2015年 | 11月5日  | 哪一天我們會飛                      | 英仁書院學生   |
| 2017年 | 5月4日   | 同囚                                | 朱仔           |
| 2018年 | 11月1日  | 起底組                              | 只攻與防       |
| 2020年 | 9月17日  | 麥路人                              | 戲中戲副導演   |
| 2020年 | 10月5日  | 冥通銀行特約：翻生爭霸戰            | 陰間攝製隊成員 |
| 2021年 | 2月12日  | 向西聞記 新春sp：阿姨！我不想努力了 | 華仔           |
| 2021年 | 2月18日  | 狂舞派3                             | 阿Dee          |
| 2021年 | 11月12日 | 梅艷芳                              | 大排檔伙記達仔 |
| 2022年 | 7月14日  | 闔家辣                              | 阿禮           |
| 2022年 | 11月17日 | 忽然心動                            | 甜甜9號男友    |
| 2023年 | 1月21日  | 毒舌大狀                            | 太子           |
| 2023年 | 8月10日  | 陰目偵信                            | 小太郎         |
| 2023年 | 12月30日 | 金手指                              | 李家榮公子     |
| 2024年 | 2月9日   | 飯戲攻心2                           | Hugh           |
| 2024年 | 3月28日  | 12怪盜                              | 怪盜Dee        |
| 2024年 | 11月1日  | 焚城                                | 阿水（消防員） |
| 未上映 | 未上映   | 一線生機                            |                |

### 電影配音
| 年份   | 上映日期 | 電影名稱          | 角色     |
| 2021年 | 8月26日  | 鱷魚君最後的100天 | 灰鼠     |
| 2023年 | 12月21日 | 星願奇緣          | 華倫天奴 |

### 電視劇（ViuTV）
| 年份   | 劇集名稱       | 角色            | 集數                       |
| 2016年 | 三一如三       | 黃仔            | 7                          |
| 2018年 | 身後事務所     | 阿龍            | 22,23                      |
| 2018年 | 做演藝嘅       | 杜魯福          | 所有                       |
| 2019年 | Reboot         | 僕人            |                            |
| 2019年 | 娛樂風雲       | 杜魯福          |                            |
| 2019年 | 仇老爺爺       | 《雞蟲3》副導演 | 11,15                      |
| 2020年 | 二月廿九       | Thomas          | 2,3,5,9                    |
| 2020年 | 男排女將       | 會長杯主持人    | 12                         |
| 2022年 | 季前賽         | 騙子            | 10                         |
| 2022年 | 心靈師         | 王日發          | 所有                       |
| 2023年 | 大誠實家       | 林放虎          | 所有                       |
| 2023年 | 殺手廢J        | 拔喉殺手        | 8                          |
| 2023年 | 極度俏郎君     | Thinking        | 所有                       |
| 2024年 | 同居少女諸事卜 | Jack            |                            |
| 2024年 | 反起跑線聯盟2  | 雙哥            | 8                          |
| 2025年 | 三命           | 盧仔            | 2,3,5,9,10                 |
| 2025年 | 光明大押       | 小海            | 1,2,3,6,7,9,11,12,13,17,20 |

### 電視劇（香港電台）
| 年份   | 播出日期 | 節目名稱                          | 角色           |
| 2015年 | 7月15日  | 那些年‧那些歌：神經（達明一派篇） | 會長           |
| 2015年 | 12月12日 | 獅子山下2015：高價收購            | 梁梓敬議員     |
| 2015年 | 10月4日  | 沒有牆的世界5：別人的孩子         |                |
| 2016年 | 7月6日   | 私隱何價 II：閃婚                 | 地產經紀Alex   |
| 2017年 | 5月23日  | 申訴 II：入屋七宗罪               | 食環署職員阿杜 |
| 2018年 | 12月12日 | 運輸背後：出路                    |                |
| 2019年 | 5月18日  | 快樂從心開始2：職場Ｐ牌仔         | 袁滿           |

### 綜藝節目

#### 主持節目/班底（ViuTV）
| 年份   | 日期                  | 節目名稱                         | 集數                | 備註 |
| 2018年 | 7月16日               | 《Good Night Show 全民造星》     | 所有                | |
| 2019年 | 2月4日                | 《花姐ERROR遊》                  | 所有                | 與花姐共同主持 |
| 2019年 | 9月2日                | 《花姐ERROR遊 2》                | 所有                | 與花姐共同主持 |
| 2020年 | 1月13日               | 《全民來電》                     | 所有                | 與ERROR組成電競隊對決P1X3L成員                                                                                                  |
| 2020年 | 4月13日               | 《美女郊遊遊》                   | 所有                | 以「團隊好友」身份兼任主持及工作人員                                                                                            |
| 2020年 | 6月8日                | 《ERROR自救TV》                  | 所有                | |
| 2020年 | 6月29日               | 《索女人妻ichi烹》               | 所有                | 擔任旁白 |
| 2020年 | 7月8日                | 《大發夢家》                     | 1,2,5-12,16,17      | |
| 2021年 | 2月22日至3月12日      | 《家多咗個PET》                  | 所有                | 與陳海寧共同主持 |
| 2021年 | 3月21日、28日、4月4日 | 《異國風情畫》                   | 7-9 東南亞篇        | 與陳海寧共同主持 |
| 2021年 | 5月9日                | 《異國風情畫》                   | 13 大陸篇           | ERROR全員共同主持 |
| 2021年 | 3月22日               | 《最後一屆口罩小姐選舉》         |                     | ERROR全體成員擔任隊長 |
| 2021年 | 4月5日                | 《考有Feel》                     | 1,2,5-8,13-16,19,20 | MIRROR及ERROR作為固定嘉賓，以五感為主題的遊戲挑戰MIRROR隊成員                                                                   |
| 2021年 | 5月3日                | 《ERROR自肥企劃》                | 所有                | |
| 2021年 | 7月23日               | 《奧運有得揀》                   |                     | MIRROR及ERROR共同參與節目 |
| 2021年 | 7月29日               | 《奧運有團伙 精彩一夜》          |                     | 與Keyman共同主持，重溫當日賽事精華                                                                                              |
| 2021年 | 8月2日                | 《奧運有團伙 精彩一夜》          |                     | 與Keyman共同主持，重溫當日賽事精華                                                                                              |
| 2021年 | 8月8日                | 《奧運有團伙 精彩一夜》          |                     | ERROR全員共同主持，重溫當日賽事精華                                                                                             |
| 2021年 | 9月4日                | 《力圖打排球》                   |                     | 《男排女將》連同ERROR全員、香港運動員鄧俊文及謝影雪共同錄製節目，並且演唱《我們不Chok》一曲                                     |
| 2021年 | 9月11日               | 《辣王傳》                       | 所有                | 飲食節目，擔任主持與一眾女主持（練美娟、Isabella、陳嘉倩、浩南、Fion、甄茵、Maria、Nana）品嘗香港辣味食物，並演唱主題曲《辣王》 |
| 2021年 | 9月11日               | 《水著考有FEEL》                 |                     | ERROR全員與MIRROR成員Lokman、Anson Kong、Alton和Frankie進行對決，在水上樂園錄製節目                                             |
| 2021年 | 11月6日               | 《Chill Club The New Vibes》     |                     | 首次 |
| 2021年 | 12月14日              | 《全民造星IV》                   | 32-35               | 與肥仔、Lokman及Anson Kong作為導師帶領隊伍                                                                                      |
| 2022年 | 2月28日               | 《聲控鬥室》                     | 15-20               | 與Alton、Tiger擔任節目嘉賓 |
| 2022年 | 7月11日               | 《金像玩家》                     | 所有                | 與火火共同主持 |
| 2022年 | 8月15日               | 《尾二一屆口罩小姐選舉》         | 1-10                | ERROR全體成員擔任主持 |
| 2022年 | 11月13日              | 《ERROR自爆96小時》              | 1-4                 | ERROR全體成員 |
| 2023年 | 7月21日               | 《ERROR暑期自作業》              | 1-6                 | ERROR全體成員 |
| 2023年 | 12月4日               | 《究竟做緊乜》                   | 所有                | ERROR全體成員於台灣拍攝 |
| 2023年 | 12月11日              | 《造星唔造星？》                 | 16-18,22-24         | |
| 2024年 | 1月16日               | 《404_886流量密碼》              | 所有                | 分別與肥仔及193共同主持於台灣拍攝                                                                                               |
| 2024年 | 6月22日               | 《「足」動ERROR去踢波》          | 所有                | |
| 2024年 | 10月27日              | 《美麗40路》                     | 5 速配中女社        | |
| 2024年 | 11月25日              | 《ERROR死腳膠千萬巨蛋自作夢》    | 所有                | |
| 2025年 | 6月14日               | 《「足」動ERROR帶埋ROVER去踢波》 | 1-3                 | ERROR, ROVER全體成員 |

#### 《全民造星》比賽經歷
| 項目                                 | 集數   | 表演內容 | 備註 |
| 第一輪比賽： 個人賽 （99強進50強）   |        | 舞蹈表演：《牛仔舞》 （页面存档备份，存于）                                                                          | - 以74號參賽者參與全民造星。 - 於「全民造星eye catching idol」獲得以2,508票成為第三位票王，獲得直入50強的資格。                                                                                                 |
| 第二輪比賽： 個人賽 （55強進40強）   | 20     | 棟篤笑：《花式自殺自我介紹》 （页面存档备份，存于）                                                                  | - 獲得B隊導師的三盞藍燈，晉身40強並加入B隊。 |
| 第三輪比賽： 隊內對決 （40強進30強） | 31，32 | 指定表演項目：《酷愛》 （页面存档备份，存于） 自選項目：《娛樂圈拯救隊前傳》 （页面存档备份，存于）                  | - 與參賽選手阿神、嚴祺、酒粒仔及阿餅組成B4組。 - 以隊內對決形式與B3組(Lokman、Ian、Tiger、狗毛、大輝)對決。 - B4組以2比3落敗，與同組隊員阿神、嚴祺成功復活晉級30強。                                            |
| 第四輪比賽： 小組對決 （30強進20強） | 36，37 | 歌藝對決：《時光機》及《內外》 （页面存档备份，存于） Dance Battle：《Finesse》及《Treasure》 （页面存档备份，存于） | - 與B組成員Frankie、肥仔、阿神及嚴祺重新組成為B2組。 - 以小組對決形式與A2組（Jermery、Moley、OT、保錡、龍志權）對決。 - B2組以2比3負A2組，B組全隊最終以1比2成績落敗，導師從中淘汰10位組員，何啟華於本輪被淘汰。 |
| 造星粉絲見面會                       | 46-57  | 《我我我我我有胸部》 演唱：《最後晚餐》 （页面存档备份，存于）                                                       | - 於《全民造星》中的造星粉絲見面會與阿神、強尼擔任司儀。 - 與10強選手Stanley於第47集演出《我我我我我有胸部》。 - 與阿神於第50集共同演唱歌曲《最後晚餐》。                                                       |

#### 主持節目/班底（RTHK）
| 年份   | 日期     | 節目名稱           | 集數 | 備註                         |
| 2016年 | 10月24日 | 好好過日子(第二輯) | 所有 | 與杜小喬和符致逸擔任節目主持 |
| 2017年 | 5月22日  | 好好過日子(第三輯) | 所有 | 與潘杰寧和何慈茵擔任節目主持 |

### 舞台劇／音樂劇／廣播劇
| 年份           | 演出日期                              | 名稱                                       | 備註                                                        |
| 2011年         | 1月14日至16日                         | 《火之鳥劇場版－八百比丘尼》               | 編舞                                                        |
| 2013年         | 8月23日、24日、30日、31日             | 《小海白》                                 | 演員                                                        |
| 2014年         | 12月7日、14日、21日、24日至26日、28日 | 《音樂奇緣音樂劇》                         | 演員                                                        |
| 2015年         | 2月27日至3月1日                       | 《麻甩梟雄》                               | 填詞及音樂創作、演員                                        |
| 2015年         | 7月23日至26日                         | 《綠野仙蹤之水晶公主的秘密》               |                                                             |
| 2015年         | 11月27日至29日                        | 《綠野仙蹤之水晶公主的秘密》               |                                                             |
| 2016年         | 6月3日至5日                           | 《露出太平山》                             |                                                             |
| 7月15日至17日  | 《第九味》                            |                                            |                                                             |
| 8月19日至21日  | 《睡公主與月亮王國之謎》              |                                            |                                                             |
| 9月2日至9月4日 | 《Zu & Pi - 如果你有 頃刻風景》       |                                            |                                                             |
| 2019年         | 5月31日至6月9日                       | 《最好的時光 (舞台劇)》                    |                                                             |
| 2022年         | 10月14日至16日、18日至23日            | 《戰將無雙》(改編自《史記廉頗藺相如列傳》) | 飾演藺相如,與袁富華(廉頗)、歐陽偉豪、魯文傑及王雍泰共同演出 |
| 2024年         | 8月8日至8月9日                        | 《微涼之夏》(商業電台65周年台慶廣播劇)     | 第四及五集, 飾演Peter                                       |

### 電台節目
| 年份   | 日期     | 電台           | 節目名稱           |
| 2015年 | 2月21日  | 新城知訊台     | 《好報熱線》       |
| 2015年 | 2月28日  | 新城知訊台     | 《好報熱線》       |
| 2015年 | 3月12日  | 新城數碼生活台 | 《原來生活好快樂》 |
| 2015年 | 4月15日  | DBC數碼電台    | 《霎吓拾吓》       |
| 2016年 | 7月8日   | DBC數碼電台    | 《也文也武》       |
| 2018年 | 12月21日 | 商業一台       | 《一圈圈》         |
| 2019年 | 1月4日   | 香港電台       | 《Gimme 5》        |
| 2019年 | 2月12日  | 商業二台       | 《早霸王》         |
| 2019年 | 2月15日  | 商業二台       | 《聖艾粒奶油夜校》 |
| 2019年 | 9月30日  | 香港電台       | 《騷動音樂》       |
| 2019年 | 10月22日 | 商業二台       | 《叱咤樂壇》       |
| 2019年 | 10月25日 | 商業二台       | 《口水多過浪花》   |
| 2019年 | 11月19日 | 商業二台       | 《早霸王》         |
| 2019年 | 11月27日 | 香港電台       | 《Gimme 5》        |
| 2019年 | 12月10日 | 香港電台       | 《Gimme 5》        |
| 2019年 | 12月13日 | 商業一台       | 《一圈圈》         |
| 2019年 | 12月24日 | 商業二台       | 《口水多過浪花》   |
| 2020年 | 1月19日  | 商業二台       | 《麻利有隻小綿羊》 |
| 2020年 | 4月9日   | 商業二台       | 《叱咤樂壇》       |
| 2020年 | 4月27日  | 商業一台       | 《1圈圈》          |
| 2020年 | 4月28日  | 商業二台       | 《口水多過浪花》   |
| 2021年 | 3月16日  | 商業二台       | 《叱咤樂壇》       |
| 2021年 | 8月3日   | 商業二台       | 《口水多過浪花》   |
| 2021年 | 8月11日  | 商業一台       | 《1圈圈》          |
| 2021年 | 8月13日  | 香港電台       | 《三五成群》       |
| 2021年 | 8月17日  | 香港電台       | 《騷動音樂》       |
| 2021年 | 8月29日  | 香港電台       | 《漫動作》         |
| 2022年 | 3月2日   | 商業二台       | 《叱咤樂壇》       |
| 2022年 | 10月14日 | 香港電台       | 《舞台進行式》     |
| 2023年 | 8月15日  | 商業二台       | 《口水多過浪花》   |
| 2023年 | 9月12日  | 商業二台       | 《叱咤樂壇》       |
| 2023年 | 12月6日  | 商業二台       | 《叱咤樂壇》       |
| 2024年 | 8月12日  | 商業二台       | 《叱咤樂壇》       |
| 2024年 | 8月15日  | 商業二台       | 《支力支力》       |
| 2024年 | 8月21日  | 商業一台       | 《1圈圈》          |
| 2024年 | 8月25日  | 商業一台       | 《茜選快樂》       |
| 2024年 | 9月7日   | 商業一台       | 《雷𩃀音樂圈》     |
| 2024年 | 9月27日  | 商業一台       | 《二人限聚》       |
| 2024年 | 12月13日 | 商業二台       | 《叱咤樂壇》       |
| 2024年 | 12月27日 | 商業一台       | 《雲妮鍾情》       |
| 2024年 | 12月31日 | 商業二台       | 《口水多過浪花》   |
| 2025年 | 1月4日   | 商業一台       | 《星光背後》       |
| 2025年 | 1月8日   | 商業一台       | 《廣東歌關注組》   |

### 海外電台節目/訪問
| 年份   | 日期     | 電台/訪問               | 節目名稱                                             |
| 2021年 | 12月29日 | 紐約華語電台SinoTV MRBI | 偶像名人台Super Idol Chat Chat Chat EP13             |
| 2023年 | 4月13日  | 紐約華語電台SinoTV MRBI | 偶像名人台Super Idol Chat Chat Chat EP63             |
| 2023年 | 6月8日   | 東盟張望                | 獨家專訪 ERROR DEE哥 何啟華 帶你參加第16屆國際電影展 |

### 其他演出
| 年份   | 日期     | 作品名稱 | 備註                                                 |
| 2015年 | 10月12日 | 《為左個仔入名校，我地搬左入九龍塘凶宅》 （页面存档备份，存于）                                                                 | 與潘雲峰、蒙為亮及林映清共同出演微電影，飾演兒子一角 |
| 2015年 | 11月5日  | 《差一點我們會飛》-Official MV （页面存档备份，存于）                                                                           | 參與音樂錄像拍攝                                     |
| 2015年 | 11月23日 | 《共犯》 （页面存档备份，存于）                                                                                                 | 微電影，飾演朱港文                                   |
| 2016年 | 9月2日   | Nowhere Boys feat. 游學修-《普通華》 Official MV （页面存档备份，存于）                                                         | 擔任音樂錄像主角                                     |
| 2016年 | 9月9日   | 《音樂自療系列：厭土》 （页面存档备份，存于）                                                                                   |                                                      |
| 2017年 | 4月9日   | 《第36屆香港電影金像獎》 （页面存档备份，存于）                                                                                 | 舞蹈員身份, 飾演張家輝《激戰》造型                   |
| 2017年 | 5月13日  | 《分身爸打》 （页面存档备份，存于）                                                                                             | 微電影，飾演龍仔                                     |
| 2017年 | 6月21日  | 方皓玟-《Let's Say》 （页面存档备份，存于）                                                                                     | 參與音樂錄像拍攝                                     |
| 2018年 | 4月5日   | 【我與金像獎的距離】何啟華 （页面存档备份，存于）                                                                               |                                                      |
| 2020年 | 3月31日  | 今晚修你皮EP5《嘉賓何啓華》 （页面存档备份，存于）                                                                              |                                                      |
| 2020年 |          | 《骨肉香》 （页面存档备份，存于）                                                                                               | 微電影，與鮑起靜、黎瑞恩及林泳潼共同演出             |
| 2020年 | 9月30日  | 【一位潦倒的老年人回到過去重返校園，重新珍惜自己的人生】 （页面存档备份，存于）                                                 | 音樂錄像，飾演年輕阿明                               |
| 2021年 | 3月17日  | 試當真：試玩毛EP01《戶戶送特約：戶戶送家家走》 （页面存档备份，存于）                                                           |                                                      |
| 2021年 | 6月21日  | 《ToNick: 依家邊有人聽香港音樂丫》 （页面存档备份，存于）                                                                       | 友情客串                                             |
| 2021年 | 9月22日  | 《Anson Lo 盧瀚霆《Megahit》Official Music Video》 （页面存档备份，存于）                                                       | 參與音樂錄像拍攝，飾演壞蛋司機                       |
| 2021年 | 9月23日  | 193「輔導」Dee Gor 點燃精神壓力爆喊 郭嘉駿其實好自卑？ 「呢幾年唔易過，我係另外一個我」｜衝擊300秒｜ACOO （页面存档备份，存于） | 作為《193心理診症室》第2集嘉賓                       |
| 2021年 | 12月29日 | 【完整版】【偶像名人堂】EP13 DeeGor 一哥 🐑 何啟華 Dee Ho （页面存档备份，存于）                                                |                                                      |
| 2022年 | 2月6日   | 外賣仔 – 第九屆【微電影「創＋作」支援計劃（音樂篇）】- 組別一 （页面存档备份，存于）                                            | 友情客串，飾演外賣仔                                 |

### MV
| 年份 | 歌名               | 歌手                      | 備註               |
| 2016 | 普通華             | Nowhere Boys feat. 游學修 | 主演               |
| 2021 | Megahit            | 盧瀚霆                    | 客串，飾演壞蛋司機 |
| 2024 | 如果電話亭         | 楊樂文                    | 客串               |
| 2024 | B出口              | 郭嘉駿                    | 第一次擔任MV導演   |
| 2025 | I Just Wanna Dance | 郭嘉駿                    | 客串，飾演同事     |

## 音樂作品

### 單曲
| 推出日期      | 曲目                   | 作曲                              | 填詞              | 編曲                  | 監製                | 備註                                                                                               |
| 2018年12月    | 《共你覓理想》         | 曾路得                            | 俞琤              | Perry Lau             | Adrian Chan、甯浩基 | ViuTV劇集《做演藝嘅》主題曲，與郭嘉駿、胡希文、劉錫賢、李駿傑合唱 原唱為羅文                       |
| 2021年9月     | 《辣王》               | J.Arie                            | J.Arie            | Joey Lam／Abby Cheung | J.Arie／Joey Lam    | 與雷深如合唱，《辣王傳》主題曲                                                                     |
| 2022年11月    | 《Am I Crazy?》        | STEVEN LEE、MiNE、Atsushi Shimada | T-Rexx Rap詞：Dee | Atsushi Shimada       | Jason Kui           | 保錡主唱，Dee參與說唱Featuring部分                                                                 |
| 2023年1月15日 | 《毒舌神曲》           | Gareth.T                          | 小克              | Gareth.T              |                     | 與黃子華合唱 電影《毒舌大狀》宣傳曲                                                                |
| 2023年1月21日 | 《大話精英》           | 黃以禮                            | 黃以禮            | 黃以禮                |                     | ViuTV電視劇《大誠實家》主題曲                                                                      |
| 2024年11月4日 | 《一世隊友（Punk版）》 | Eric Kwok                         | 林若寧            | Eric Kwok／張子堅     | Eric Kwok           | 與謝君豪、魏浚笙、梁仲恆、林家熙、黃愷傑合唱 電影《焚城》宣傳曲 陳奕迅歌曲〈最佳損友〉同曲異詞作品 |

### 派台歌曲成績
註：組合名義的派台歌，請參閱ERROR之頁面。
| 派台歌曲成績（五台） | 派台歌曲成績（五台） | 派台歌曲成績（五台） | 派台歌曲成績（五台） | 派台歌曲成績（五台） | 派台歌曲成績（五台） | 派台歌曲成績（五台） | 派台歌曲成績（五台）                                                                               |      |
| -------------------- | -------------------- | -------------------- | -------------------- | -------------------- | -------------------- | -------------------- | -------------------------------------------------------------------------------------------------- | ---- |
| 唱片                 | 歌曲                 | 903                  | RTHK                 | 997                  | TVB                  | ViuTV                | 備註                                                                                               | 備註 |
| 2023年               |                      |                      |                      |                      |                      |                      | |      |
|                      | 大話精英             | ×                    | ×                    | ×                    | ×                    | -                    | ViuTV電視劇《大誠實家》主題曲                                                                      |      |
| 2024年               |                      |                      |                      |                      |                      |                      | |      |
|                      | 一世隊友（Punk版）   | 16                   | -                    | -                    | ×                    | ×                    | 與謝君豪、魏浚笙、梁仲恆、林家熙、黃愷傑合唱 電影《焚城》宣傳曲 陳奕迅歌曲〈最佳損友〉同曲異詞作品 |      |

| 903 | RTHK | 997 | TVB | ViuTV | 備註              |
| 0   | 0    | 0   | 0   | 0     | 五台冠軍歌總數：0 |

- （*）上榜中
- （-）未能上榜
- （×）沒有派往該台

## 公開活動
| 年份   | 日期                                                      | 演出                                                     | 活動地點 | 備註 |
| 2017年 | 4月9日                                                    | 《第36屆香港電影金像獎》 （页面存档备份，存于）          | 香港文化中心 | 舞蹈員身份, 飾演張家輝《激戰》造型                                                                               |
| 2018年 | 4月15日                                                   | 《第37屆香港電影金像獎》 （页面存档备份，存于）          | 香港文化中心 | 出席活動介紹最佳電影《拆彈專家》                                                                                 |
| 2018年 | 7月15日                                                   | 《Good Night Show全民睇波派對》                          | 奧海城 | 全民造星99強參賽者演出                                                                                           |
| 2018年 | 10月27日                                                  | 電影《起底組》首映禮                                     | 銅鑼灣Cinema City JP | |
| 2018年 | 10月28日                                                  | 《卓韻芝呃呃氹氹One Night Stand2018》                    | 麥花臣場館 | 尾場暖場嘉賓 |
| 2018年 | 12月21日                                                  | 《2018 THE FIRST MIRROR LIVE CONCERT》                   | 九龍灣國際展貿中心 | 與ERROR成員擔任嘉賓                                                                                              |
| 2018年 | 12月31日                                                  | 《香港交通銀行除夕倒數》                                 | 彌敦道 | ERROR街頭演唱《404》特別版及《非常夏日》                                                                         |
| 2019年 | 3月14日                                                   | American Eagle 沙田新城市廣場分店《Color in the Party》  | 新城市廣場 | |
| 2019年 | 4月10日                                                   | 「Now E x HBO GO《權力遊戲：寒冬世界》終極體驗」主題展覽 | 太古城 | |
| 2019年 | 4月14日                                                   | 《第38屆香港電影金像獎》                                 | 香港文化中心 | 出席嘉賓，與MIRROR成員Lokman擔任金像獎紅地氈Facebook Live 主持                                                   |
| 2019年 | 7月21日                                                   | 電視劇《娛樂風雲》記者會                                 | TheOne | |
| 2019年 | 7月28日                                                   | 電視劇《理想國》記者會                                   | 九龍灣國際展貿中心 | 與ERROR成員擔任活動司儀                                                                                          |
| 2019年 | 8月11日                                                   | 綜藝節目《花姐ERROR遊2》記者會                           | 荃新天地二期 | 與ERROR成員 |
| 2019年 | 10月2日                                                   | 《人到中年 口不擇言》ERROR道歉招待會2019                 | 麥花臣場館 | |
| 2019年 | 11月9日                                                   | 《光映躍動－演出晚會暨頒獎典禮》                         | 香港海洋公園怡慶坊 | 與ERROR成員肥仔共同出席演出                                                                                      |
| 2019年 | 11月12日                                                  | 《修正檔大會2019》                                       | 麥花臣場館 | 與重操嘻哈Retroll Hip Hop成員（Jerry, Angus, Lokman, Alton, Kaiman, Chris, Heyo）出席演出                        |
| 2019年 | 12月14日                                                  | 《新人大熱唱2019》                                       | 馬鞍山廣場 | ERROR成員共同出席演唱《我們不碎》                                                                                |
| 2020年 | 11月9日                                                   | 「埋班作樂」作品展 ─ 培育計劃成果總結音樂會              | 麥花臣場館 | ERROR成員共同出席演唱《緊箍咒》                                                                                  |
| 2021年 | 7月23日                                                   | ViuTV《夏日電視賞》記者會                                | 屯門市廣場 | MIRROR與ERROR 16位成員共同出席記者會                                                                             |
| 2021年 | 7月25日                                                   | 《C AllStar集合吧演唱會2021》                            | 香港體育館 | ERROR擔任尾場嘉賓                                                                                                |
| 2021年 | 8月13日                                                   | 《iCoke星級店長活動》                                    | 王牌冰室（南豐紗廠店） | 可口可樂全城食店獎賞計劃，擔任星級店長                                                                           |
| 2021年 | 8月18日                                                   | 「可口可樂」x 姜濤 x Alton x Dee 飲樂起勁見面會          | 海港城海運大廈展覽大堂 | 與MIRROR成員姜濤及Alton共同出席見面會，與現場粉絲互動                                                            |
| 2021年 | 8月25日                                                   | 《鱷魚君最後的100天》首映儀式                            | 九龍灣國際展貿中心 | 連同ERROR成員出席儀式，宣傳《鱷魚君最後的100天》粵語配音版                                                       |
| 2021年 | 10月20日                                                  | 《Chill Club The New Vibes》                             | 九龍灣國際展貿中心 | ERROR成員與岑寧兒、鄭欣宜及Jace共同演出。                                                                        |
| 2021年 | 11月8日                                                   | 《2021年度叱咤樂壇流行榜頒獎典禮》記者招待會             | 昂坪市集 | 與ERROR成員 |
| 2021年 | 12月3日                                                   | 《ERROR 3週年》世紀保齡球大賽                            | 黃埔雷霆保齡球場 | ERROR全體成員,強尼主持                                                                                           |
| 2021年 | 12月7日                                                   | 舞台劇《戰將無雙》記者招待會                             | 香港藝術中心壽臣劇院 | 與袁富華、歐陽偉豪、魯文傑及王雍泰共同演出                                                                       |
| 2021年 | 12月27日                                                  | 《新城勁爆頒獎禮2021》                                   | 香港會議展覽中心 | 與ERROR成員 |
| 2022年 | 1月1日                                                    | 《2021年度叱咤樂壇流行榜頒獎典禮》                       | 亞洲國際博覽館 | 與ERROR成員 |
| 2022年 | 2月17日                                                   | Viutv電視劇《心靈師》記者招待會                          | 西環 | 4月15日煞科 |
| 2022年 | 4月27日                                                   | 《MakerVille》- Meet the Makers 發佈會                   | 九龍灣國際展貿中心 | 以Error身份出席活動                                                                                              |
| 2022年 | 5月23日                                                   | 電影《毒舌大狀》記者招待會                               | 前粉嶺裁判法院 | 7月3日煞科 |
| 2022年 | 5月24日                                                   | Viutv 電視劇《大誠實家》記者招待會                       | | 6月10日煞科 |
| 2022年 | 6月10日                                                   | 《Between Us 鄭欣宜演唱會2022》                          | 香港體育館 | ERROR擔任首場嘉賓                                                                                                |
| 2022年 | 7月10日                                                   | 《闔家辣》首映禮                                         | apm (香港) | |
| 2022年 | 7月17日                                                   | 《第40屆香港電影金像獎》                                 | 九龍灣國際展貿中心 | 以Error身份出席活動                                                                                              |
| 2022年 | 11月11日                                                  | 《903 AllStar 籃球賽》                                   | 亞洲國際博覽館ARENA | MIRROR與ERROR 16位成員共同出席                                                                                   |
| 2022年 | 12月16-19日                                               | 《明星生活ERROR LIVE SHOW 2022》                         | 九龍灣國際展貿中心 | 與ERROR成員 |
| 2022年 | 12月23日                                                  | 《Yahoo Asia Multiverse Buzz Awards 2022》               | 九龍灣國際展貿中心 | 與ERROR成員 |
| 2022年 | 12月29日                                                  | 《新城勁爆頒獎禮2022》                                   | 香港會議展覽中心 | 與ERROR成員 |
| 2022年 | 12月31日                                                  | 《毒舌大狀》12.31請你免費坐摩天輪活動                    | 中環海濱摩天輪 | 與毒舌大狀團隊共同出席                                                                                           |
| 2023年 | 1月1日                                                    | 《2022年度叱咤樂壇流行榜頒獎典禮》                       | 亞洲國際博覽館 | 與ERROR成員 |
| 2023年 | 1月14日                                                   | 《毒舌大狀》謝票優先場                                   | My Cinema Yoho Mall、荃灣百老匯、嘉禾The Sky、Premiere Elements、英皇戲院@iSquare、百老匯The One                                                                   | 與毒舌大狀團隊共同出席                                                                                           |
| 2023年 | 1月15日                                                   | 《毒舌大狀》新春行大運巴士巡遊                           | 途經:廣東道、彌敦道(油尖旺一帶 | 與毒舌大狀團隊共同出席                                                                                           |
| 2023年 | 1月15日                                                   | 《毒舌大狀》謝票優先場暨《毒舌神曲》MV首播禮             | Premiere Elements | |
| 2023年 | 1月19日                                                   | Viutv電視劇《大誠實家》記者招待會                        | 九龍灣國際展貿中心 | |
| 2023年 | 1月20日                                                   | 《毒舌大狀》謝票優先場                                   | 百老匯The One、B+cinema MOKO、百老匯電影中心、Premiere Elements、旺角百老匯                                                                                        | |
| 2023年 | 2月6日                                                    | 《毒舌大狀》千人慶功宴                                   | 旺角倫敦大酒樓 | 與毒舌大狀團隊共同出席                                                                                           |
| 2023年 | 4月17日                                                   | 《命案》首映禮                                           | Premiere Elements | MIRROR與ERROR 16位成員共同出席                                                                                   |
| 2023年 | 5月8日                                                    | 《Chill Club 推介榜年度推介22/23》                       | 亞洲國際博覽館 | 與ERROR成員 |
| 2023年 | 5月20日                                                   | 《Katch Our Lift》方皓玟演唱會                           | 亞洲國際博覽館 | ERROR擔任尾場嘉賓                                                                                                |
| 2023年 | 6月1日                                                    | 第16屆國際電影展《BALI International Film Festival》     | PARK 23 Creative Hub CINEMA XXI @Bali | 何爵天導演、黃慶勳導演共同出席                                                                                   |
| 2023年 | 6月7日                                                    | Hot Toys《閃電俠 神速閃現》主題展覽                      | 太古城中心 | 游學修、陳海寧、梁浩朗共同出席                                                                                   |
| 2023年 | 7月20日                                                   | 《全星暑假》記者招待會                                   | apm (香港) | 與ERROR成員 |
| 2023年 | 8月9日                                                    | 《陰目偵信》首映禮                                       | 圍方 | 與ERROR成員 |
| 2023年 | 8月12-13日、18-20、26-27                                  | 《陰目偵信》謝票場                                       | Festival Grand Cinema、MCL@荷里活,德褔、嘉禾@Megabox、英皇戲院@圍方,荃新天地,iSquare,康城,新都、The Metroplex、Movie Town、STAR Cinema、巴黎倫敦紐約米蘭戲院、凱都 | 分別有ERROR成員、周家怡、郭思、導演梁國輝出席                                                                    |
| 2023年 | 11月2日                                                   | 《2023年度叱咤樂壇流行榜頒獎典禮》記者招待會             | 昂坪市集 | 與ERROR成員肥仔出席                                                                                              |
| 2023年 | 11月3日                                                   | 《飯戲攻心2》夜繽婚訂FUN禮                               | 海洋公園 | 分別有張繼聰、陳湛文、鄧麗欣、林明禎、王苑之、魏浚笙、胡子彤、林家熙、導演陳詠燊出席                             |
| 2023年 | 11月9日                                                   | 《溥儀眼鏡》品牌活動                                     | 中環溥儀眼鏡 | |
| 2023年 | 12月2日                                                   | 《四五成群》MV拍攝                                       | 紅磡寶石戲院 | ERROR成員與粉絲一起拍攝                                                                                          |
| 2023年 | 12月7日                                                   | 迪士尼100周年動畫電影《星願奇緣》首映及亮燈儀式          | 尖沙咀海港城海運觀點 | |
| 2023年 | 12月11日                                                  | 《金手指》終極預告片首播發佈會                           | 中環AIA Vitality Park | 分別有陳家樂、周家怡、白只、岑珈其、楊偲泳、朱鑑然、胡子彤等人出席                                               |
| 2023年 | 12月12日                                                  | 《ERROR》五周年樂園之旅                                  | 黃埔冒險樂園 | ERROR成員與粉絲互動玩一連串遊戲                                                                                  |
| 2023年 | 12月20日                                                  | 《金手指》首映禮                                         | 圍方 | 分別有梁朝偉、劉德華、蔡卓妍、任達華、方中信、姜皓文、錢嘉樂、陳家樂、周家怡、白只岑珈其、胡子彤、楊偲泳等人出席 |
| 2023年 | 12月30日                                                  | 《新城勁爆頒獎禮2023》                                   | 香港會議展覽中心 | 與ERROR成員 |
| 2024年 | 1月1日                                                    | 《2023年度叱咤樂壇流行榜頒獎典禮》                       | 亞洲國際博覽館 | 與ERROR成員 |
| 2024年 | 2月1日                                                    | 《飯戲攻心2》喜上加喜喜電影首映見面會                    | 沙田大會堂演奏廳 | 戲中全體演員出席                                                                                                 |
| 2024年 | 2月9日                                                    | 《飯戲攻心2》2.9年三十謝票場                             | B+Cinema APM & MOKO、朗豪坊戲院、Premiere Elements、旺角百老匯、The Sky、My Cinema Yoho Mall                                                                       | 分別有張繼聰、陳湛文、王苑之、魏浚笙、胡子彤、林家熙、導演陳詠燊出席                                             |
| 2024年 | 2月17日                                                   | 《飯戲攻心2》新年人人得米宣傳活動                        | 旺角Moko | 與鄧麗欣共同出席                                                                                                 |
| 2024年 | 2月24日                                                   | 《飯戲攻心2》元宵節謝票場                                | IFC、Movie Cityplaza、Elements、Pacific Place、荃新天地、荃灣百老匯、高先、My Cinema Yoho Mall、嘉禾Stage、屯門新都、巴黎倫敦紐約米蘭戲院                          | 與鄧麗欣共同出席                                                                                                 |
| 2024年 | 3月2日                                                    | 《Katch the Pop》記者會                                  | 旺角Moko | ERROR成員、Lokman, Alton, Stanley, Frankie, Tiger共同出席                                                        |
| 2024年 | 3月25日                                                   | 《Chill Club 頒獎典禮》2024記者招待會                    | 九龍灣展貿中心 | |
| 2024年 | 3月27日                                                   | 《12怪盜》首映禮                                         | 太古城中心 | MIRROR與ERROR 16位成員共同出席                                                                                   |
| 2024年 | 4月1日                                                    | 《12怪盜》謝票場                                         | 英皇@馬鞍山,大圍、Movie Town、又一城 | 與呂爵安共同出席                                                                                                 |
| 2024年 | 4月14日                                                   | 第42屆香港電影金像獎                                     | 尖沙咀文化中心 | 與毒舌大狀團隊共同出席並上台介紹該電影,毒舌大狀榮獲最佳電影                                                      |
| 2024年 | 5月4日                                                    | 《同居少女諸事卜》記者會                                 | 九龍灣 | 與郭嘉駿、雲浩影及吳家忻等出席                                                                                   |
| 2024年 | 5月12日                                                   | 《Chill Club 推介榜年度推介23/24》                       | 亞洲國際博覽館 | 與ERROR成員 |
| 2024年 | 6月8日                                                    | 《Katch the Pop》                                        | 亞洲國際博覽館 | 與ERROR成員及MIRROR其中五位成員包括無悔三兄弟Lokman及Alton演出                                                   |
| 2024年 | 8月13日                                                   | 《同居少女諸事卜》試映會                                 | 北角匯 | 與郭嘉駿、雲浩影及吳家忻等出席                                                                                   |
| 2024年 | 10月24日                                                  | 《焚城》首映禮                                           | 圓方 | 分別有導演潘耀明、謝君豪、王苑之、王丹妮、魏浚笙、梁仲恆、黃德斌、林家熙等人出席                                 |
| 2024年 | 10月26日                                                  | 《焚城》電影宣傳曲《一世隊友》優先見面會                 | 太古城中心 | 分別有王苑之、王丹妮、魏浚笙、林家熙、黃愷傑、許恩怡等人出席                                                     |
| 2024年 | 10月25-27日、11月1-3、9-10、13、24、30日、12月8、14、28日 | 《焚城》謝票場                                           | 百老匯院線 | 分別有謝君豪、王苑之、王丹妮、魏浚笙、林家熙、黃愷傑、許恩怡等人出席                                             |
| 2024年 | 11月4日                                                   | 《2024年度叱咤樂壇流行榜頒獎典禮》記者招待會             | 昂坪市集 | 與ERROR成員出席                                                                                                  |
| 2024年 | 11月9日                                                   | 《焚城》一世隊友2025慈善月曆                             | MOViE 太古城、旺角百老匯 | 分別有王丹妮、魏浚笙、林家熙等人出席                                                                             |
| 2024年 | 11月20日                                                  | 《死腳膠千萬巨蛋自作夢》記者會                           | 大埔超級城 | 與ERROR成員出席                                                                                                  |
| 2024年 | 11月23日                                                  | 《903 AllStar 籃球賽》                                   | 亞洲國際博覽館ARENA | MIRROR與ERROR 16位成員共同出席                                                                                   |
| 2024年 | 11月27日                                                  | 《Chill Thai Music Festival》記者會                      | APM | MIRROR、ERROR、COLLAR、ROVER、P1X3L等人出席                                                                      |
| 2024年 | 12月7日                                                   | ERROR《成軍六週年》簽唱會                                | 新港城中心 | 與ERROR成員出席                                                                                                  |
| 2024年 | 12月20日                                                  | 《Chill Thai Music Festival》                            | 啟德體藝館 KaiArenaArena | MIRROR、ERROR、COLLAR、ROVER、P1X3L等人出席                                                                      |
| 2024年 | 12月22日                                                  | 《焚城》聖誕維港遊船河                                   | 北角碼頭 | 分別有王苑之、王丹妮、廖子妤、魏浚笙、林家熙、黃愷傑、梁仲恆、黃德斌等人出席                                     |
| 2024年 | 12月26日                                                  | 宇宙跳唱天團ERROR報佳音                                  | The One、旺角T.O.P.、銅鑼灣皇室堡 | 與ERROR成員出席                                                                                                  |
| 2025年 | 1月1日                                                    | 《2024年度叱咤樂壇流行榜頒獎典禮》                       | 亞洲國際博覽館 | 與ERROR成員 |
| 2025年 | 1月25日                                                   | ERROR《What's Going Wrong》演唱會                        | 灣仔會議展覽中心 | 與ERROR成員 |
| 2025年 | 1月26日                                                   | 《陳慧嫻》40週年演唱會嘉賓                               | 紅磡體育館 | 與ERROR成員 |
| 2025年 | 3月27日                                                   | 《三命》首映禮記者會                                     | APM | |
| 2025年 | 4月6日                                                    | 《Chill Club 推介榜年度推介24/25》                       | 啟德體藝館 | 與ERROR成員 |
| 2025年 | 4月27日                                                   | 《第43屆香港電影金像獎》                                 | 香港文化中心 | 以《焚城》造型上台頒發最佳服裝造型設計獎項                                                                       |
| 2025年 | 4月28日                                                   | 《MATCHICAL SCHOOL TOUR 2025》                           | 第二站, 香港四邑商工總會黃棣珊紀念中學 | ERROR 及 ROVER                                                                                                   |
| 2025年 | 6月30日                                                   | 《MATCHICAL SCHOOL TOUR 2025》                           | 第七站 - 新會商會陳白沙紀念中學 | ERROR、Lokman、Anson Kong、Alton、Frankie                                                                        |
| 2025年 | 7月3日                                                    | 《MATCHICAL SCHOOL TOUR 2025》                           | 第八站 - 聖公會陳融中學 | ERROR、Lokman、Anson Kong、Alton、Frankie                                                                        |
| 2025年 | 7月19，20日                                               | 《甚麼是喜劇》音樂會                                     | 香港文化中心大劇院 | 分別有肥仔、馮允謙、陳栢宇、黃妍出席                                                                             |
| 2025年 | 7月27日                                                   | 《宜居城市探險隊終極任務》                               | 樂富廣場, 領展可持續未來館 | 與肥仔出席 |

## 獎項及提名
| 年份   | 頒獎單位                | 獎項                   | 作品   | 備註    |
| 2022年 | Yahoo! 搜尋人氣大獎2022 | 熱搜本地男女藝人或組合 | 不適用 | 頭100位 |

## 外部連結
- 何啟華的新浪微博
- 何啟華的Facebook專頁 （繁體中文）
- 何啟華的Instagram帳戶（繁體中文）
- 何啟華的threads 帳戶 （页面存档备份，存于）
- 何啟華的個人品牌Gogh Desire
- 何啟華在豆瓣上的资料（简体中文）
- 何啟華在互联网电影资料库（IMDb）上的資料（英文）
- 何啟華在香港影庫上的簡介